# Дарґіково
Дарґіково (пол. Dargikowo) — село в Польщі, у гміні Білоґард Білоґардського повіту Західнопоморського воєводства.
Населення — 148 осіб (2011).
У 1975-1998 роках село належало до Кошалінського воєводства.

## Демографія
Демографічна структура станом на 31 березня 2011 року:
|          | Загалом | Допрацездатний вік | Працездатний вік | Постпрацездатний вік |
| -------- | ------- | ------------------ | ---------------- | -------------------- |
| Чоловіки | 72      | 14                 | 52               | 6                    |
| Жінки    | 76      | 13                 | 51               | 12                   |
| Разом    | 148     | 27                 | 103              | 18                   |